# D'Arke
d'Arke is een korenmolen in Oostkapelle. De molen werd in 1858 gebouwd ter vervanging van een eerdere standerdmolen, waarvan het bovenwiel in de nieuwe molen werd geplaatst. De molennaam d'Arke is ontleend aan een buurtschap van Westkapelle, waar op de zeedijk tot 1944 de molen van de familie Minderhoud stond. Deze familie is sinds 1950 eigenaar van d'Arke. Er bevinden zich drie koppels maalstenen in de molen, die tot 1964 in bedrijf was. In 2006 is d'Arke gerestaureerd en sinds 2007 kan er weer met twee koppels worden gemalen.